# Tony Azevedo
Tony Azevedo (Río de Janeiro, 21 de noviembre de 1981) es un jugador estadounidense de waterpolo.

## Biografía
La influencia del waterpolo le vino de mano de su padre Rick, que fue entrenador del equipo nacional de waterpolo.
Ha sido ganador 4 veces del Trofeo Peter J. Cutino (2002, 2003, 2004 y 2005).
Fue el máximo goleador del campeonato del mundo de Melbourne 2007 con un total de 19 goles. Fue el máximo goleador de la liga italiana en la temporada 2005-2006 jugando en el Bissolati Cremona.
Ha patrocinado varios anuncios de la marca Mikasa. Su hermana Casie también juega a waterpolo profesional en Italia. Tony dice que juega a waterpolo 'para ganar una medalla de oro para los Estados Unidos'.

## Clubes
- Bissolati Cremona ( Italia)
- VK Jug Dubrovnik ( Croacia)
- New York Athleti - ( Estados Unidos)
- VK Primorac ( Montenegro)

## Títulos
Como jugador de la selección estadounidense:
- Medalla de plata en los juegos olímpicos de Pekín 2008
- Tercero en la liga mundial FINA 2003 celebrada en Nueva York

## Participaciones en Copas del Mundo
- Juegos Olímpicos de Pekín  2008
- Campeonato del Mundo de Melbourne 2007
- Campeonato de Europa de Belgrado 2006
- Campeonato del Mundo Montreal 2005
- Juegos Olímpicos de Atenas  2004
- Campeonato del mundo en 2003 en Barcelona
- Campeonato del mundo en 2001 en Fukuoka
- Juegos Olímpicos de Sídney  2000